# Institut auf dem Rosenberg
Institut auf dem Rosenberg (zarejestrowany pod nazwą: Institut auf dem Rosenberg – The Artisans of Education, często nazywany Rosenberg) jest prywatnym internatem z siedzibą
w St. Gallen, Szwajcaria. Założony w 1889 roku internat jest jedną z najstarszych i wiodących prywatnych szkół dla uczniów w wieku od 6 do 19 lat. Internat położony jest między Jeziorem Bodeńskim z jednej strony a górami Alpejskim z drugiej. Instytut należy do rodziny Gademann.

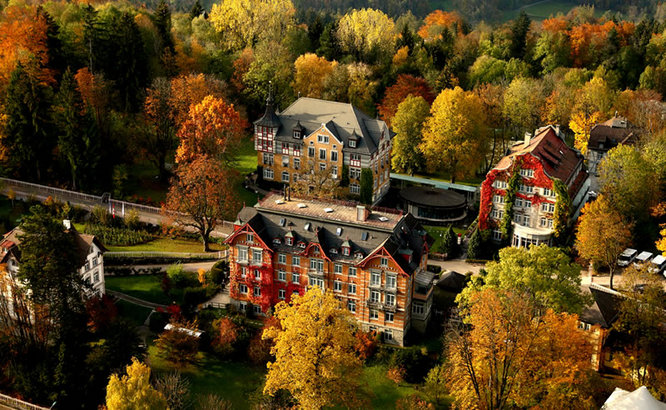

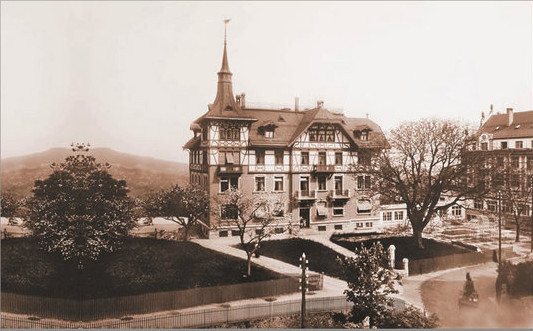

## Historia
Institut auf dem Rosenberg założony został w 1889 przez Ulricha Schmidta, stąd pierwotna nazwa szkoły – Institut Dr. Schmidt. Wraz ze śmiercią założyciela szkoły w 1924 roku, szkoła została przemianowana i w 1944 roku przejęta przez rodzinę Gademannów. Rodzina Gademann posiada i prowadzi instytut od czterech pokoleń. Motto szkoły: „Nauczyć się życia jest celem końcowym każdego wychowania” (cytat szwajcarskiego pedagoga Johanna Heinricha Pestalozziego) stanowi podstawę i filozofię nauczania.

## Wybitni absolwenci
Do grona absolwentów instytutu należą przedsiębiorcy, politycy, naukowcy, designerzy, jak i członkowie międzynarodowych rodzin królewskich i dynastii cesarskich. Szkoła prowadzi surową politykę ochrony danych osobowych i nie potwierdza ani nie dementuje nazwisk aktualnych czy byłych uczniów, z wyjątkiem Mario Molina, zdobywcy nagrody Nobla w dziedzinie chemii.

## Wyróżnienia
W roku 2019 szkoła została wyróżniona przez Corporate Vision Magazine jako „najbardziej renomowany międzynarodowy internat”. Szkoła jest członkiem Swiss Federation of Private Schools (SFPS), jak i Swiss Group of International Schools (SGIS).